# Nguyễn Hồng Giáp
Nguyễn Hồng Giáp, né le 21 septembre 1934, est un universitaire vietnamien.

## Biographie
Nguyễn Hồng Giáp est né le 21 septembre 1934 au village de Nam Thành, canton de Yên Thành, province de Nghệ An, au Vietnam, dans une famille de riziculteurs aisés de confession catholique ; son père Nguyễn Ðình Long (1906-1976) et plusieurs membres de sa famille seront persécutés lors des grandes réformes agraires (1954). Il suit l’école primaire puis secondaire à Vinh - Bến Thủy, Nha Trang et Thủ Đức Saigon (1948-1960). Il continue ensuite ses études supérieures en France (1960-1973) et obtient un doctorat en histoire et une maîtrise en sciences économiques à la Sorbonne, Paris. Revenu au Viêt Nam en 1973, il est professeur d’histoire et d’économie, vice-doyen de la faculté des Lettres (le doyen était le Pr. Nguyễn Khắc Dương) à l’université de Dalat.
Après la réunification du Viêt Nam (1975), il fait partie des rares professeurs à ne pas émigrer et reste à l’université de Dalat, bien que toute la décennie qui suit, il ne lui sera pas autorisé à enseigner. Persévérant, il contribue surtout à préserver l’université des dégâts matériels. Il étudie alors la vie des différentes peuplades du Tây Nguyên (il coécrit « Les espaces de réunion collective sur pilotis des peuplades du Nord du Tây Nguyên » avec Pr. Nguyễn Khắc Tụng).
Pendant la période 1990-2012, il reprend ses activités dans l’enseignement tout en participant à de nombreuses activités administratives. Il est successivement directeur de la Banque Ðông Phương Bảo Lộc (1990), directeur de l’école de gestion Trí Dũng à Hô-Chi-Minh-Ville (1993), chargé de cours en économie à l’université Văn Lang, Hô-Chi-Minh-Ville (1995), doyen de l’École supérieure des Techniques et technologies de Hô-Chi-Minh-Ville (1998), responsable de la Formation et doyen de la faculté de Gestion et du Tourisme à l’université de Cửu Long, Vĩnh Long (2000), assistant du directeur de l’université Hồng Bàng, Hô-Chi-Minh-Ville (2003). Il fonde et devient directeur du Centre de recherche et de développement touristique de Hô-Chi-Minh-Ville (2005) puis fonde et prend la présidence du Conseil d’administration ainsi que la direction de l’École d’économie et de tourisme Tân Thanh à Hô-Chi-Minh-Ville (2007-2012).

## Ouvrages notables
- Làng xã Việt Nam, (Villages du Viêt Nam), NXB Université de Dalat 1974.
- Nhà Rông các dân tộc Bắc Tây nguyên, (Les espaces de réunion collective sur pilotis des peuplades du Nord du Tây Nguyên), NXB Khoa học Xã hội, Hanoï 1991.
- Kinh tế học vi mô, (Micro-économie), NXB Thống kê, Hô-Chi-Minh-Ville 1995, réédition 2002.
- Chiến lược kinh doanh, (Stratégie en affaires), support de cours, Université des Techniques et Technologies, Hô-Chi-Minh-Ville.
- Kinh tế Du lịch, (Économie du tourisme), NXB Tuổi Trẻ, Hô-Chi-Minh-Ville 2002.
- Quản trị nguồn nhân lực, (Gestion administrative des ressources humaines), support de cours, école Tân Thanh, 2007.

## Famille
Il a sept enfants :
- Nguyễn Thái Ðông (aka Marc-Antoine Nguyen), né en 1963 à Paris (France), traducteur (collaborateur de Saigon Eco et de la société filmatographique FAFILM), expert au xiangqi[7] (auteur de Xiangqi : L’Univers des échecs chinois[8]).
- Nguyễn Thái San, comédien, MBA Tourisme.
- Nguyễn Kiều Lan, née en 1966 à Antony (France), docteur en médecine.
- Nguyễn Kiều Tiên, née à Paris (France).
- Nguyễn Kiều Diễm, née en 1978 à Dalat (Viêt Nam).
- Nguyễn Kiều Hạnh, née en 1981 à Dalat (Viêt Nam).
- Nguyễn Kiều Nhi, née en 1983 à Dalat (Viêt Nam).